# Charles Bareiss
Charles Bareiss, né le 4 octobre 1904 à Mulhouse (Haute-Alsace, Reich allemand) et mort le 24 septembre 1961  à Dabo (Moselle), est un résistant alsacien pendant la Seconde Guerre mondiale. Il organise et fusionne une partie de la résistance alsacienne en un seul mouvement qui prend le nom de « Gaullistes d'Alsace et de Lorraine ». Puis il développe son organisation clandestine qui s'étend sur toute l'Alsace et a des antennes jusqu'en Lorraine et au Luxembourg. Il est arrêté par les Allemands en 1942.

## Biographie
Charles Bareiss est le fils d'Adolphe Bareiss (cantonnier) et de Célestine Friedrich. Il fait ses études primaires et secondaires à Altkirch puis à Mulhouse. Il passe son baccalauréat en 1924 puis entre à l'École nationale vétérinaire  de Maisons-Alfort dont il sortira en 1928. Il fait son service militaire de deux ans puis occupe divers postes de vétérinaire.
En 1930, à Mulhouse, il épouse Marthe Wurfel.
En  1939 il est inspecteur vétérinaire aux établissements Olida à Illkirch-Graffenstaden. Pendant son séjour dans cette ville, il tisse des contacts avec les clubs canins de la région de Strasbourg.

### Campagne de France
Durant la campagne de France il est lieutenant vétérinaire au 5e régiment de cuirassiers. Son régiment combat dans le nord de la France. À l'armistice, le régiment se regroupe entre Brantôme et Angoulême où il est dissout et ses hommes démobilisés. Comme tous les cadres de réserve du régiment, Charles Bareiss se retrouve devant un dilemme. Doit-il retourner en Alsace annexée ou rester en zone libre ? Il prend conseil auprès de son ami le capitaine Guy d'Ornant. Ce dernier lui propose de rentrer en Alsace pour y créer « une armée des arrières » et lui remet l'instruction de juillet 1940 sur la constitution de l'armée des arrières établi par l'état-major de l'armée de Vichy.
Alors qu'il occupe le poste de chef du service vétérinaire militaire du département des Landes, le lieutenant Bareiss est démobilisé le 12 novembre 1940. Il ne désire pas rentrer en Alsace avec des papiers d'officier démobilisé. Il préfère attendre de pouvoir se joindre à un convoi de rapatriement de civils Alsaciens évacués en 1939. Début janvier, le lieutenant Bareiss rencontre une dernière fois le capitaine d'Ornant pour finaliser sa mission. Ils décident d'utiliser les échanges de courriers hebdomadaires de la Préfecture et la Mairie de Strasbourg toujours à Périgueux avec la « Gauleitung » (direction du Gau) de Strasbourg. Pour cela ils disposent de la complicité de fonctionnaires en poste dans les deux villes.

### Fédération et organisation des groupes du Bas-Rhin
Le 16 janvier 1941 le docteur Bareiss arrive à Strasbourg, il trouve un appartement aux Armements Seegmuller près du pont d'Austerlitz. À son arrivée, il apprend que les clubs canins sont répertoriés comme « associations sportives » par les autorités nazies et donc considérés comme étant apolitiques. Ils n'ont pas été interdits par les Allemands. Leurs membres peuvent se réunir en toute liberté pour discuter sur le dressage des chiens.
Charles Bareiss reprend contacte avec ces associations qu'il côtoyait avant guerre. Il constate que le président du « Boxer-Club de Strasbourg », Camille Ruff a déjà organisé un groupe de résistants et qu'il est déjà en contact avec un autre groupe fondé par Robert Falbisaner de « l'Airedale-Club »avec comme adjoint Louis Schott du « Club des Bergers-Allemand ». Le groupe de Camille Ruff s'occupe de Strasbourg-campagne il a comme agent de liaison son fils Jacques Ruff. Le groupe de Robert Falbisaner agit sur Strasbourg-ville son agent de liaison est Frédéric Schalderlé. Ces groupes n'ont aucun moyen de communication avec Vichy ou Londres.
En février 1941 Charles Bareiss organise une réunion dans son appartement à laquelle assistent Camille Ruff, Robert Falbisaner, Louis Schott, Raoul Clainchard, Marcel Brucker, Frédéric Schalderlé, Jean Dentel, François Meyer, René Radius, Joseph Foehr, Charles Mann,. Il leur expose son plan d'action basé sur la lutte contre la nazification de l'Alsace par distribution de tracts et le renseignement. Il se heurte à une vive opposition quand il demande l'abandon de l'aide aux prisonniers de guerre évadés qui est essentielle pour la majorité des participants.
Du 1er mai 1941 au 25 août 1941 le docteur Bareiss est nommé à Wissembourg par le service du travail (Arbeitsdienst). Il y fait la connaissance du chef de gare Louis Schumacher qui prend en charge le secteur. Dans le même but, il rencontre le relieur Joseph Bossemeyer qui prend le secteur d'Haguenau et l'instituteur Victor Giesi qui prend celui d'Hochfelden,.

### Extension vers le Haut-Rhin
Fin août 1941 le docteur Bareiss revient à Mulhouse où il est nommé vétérinaire titulaire des abattoirs. Il en profite pour étendre son organisation clandestine sur le Haut-Rhin en intégrant, entre autres, les groupes du boucher Alfred Haeflinger et celui du syndicat clandestin des cheminots de la CGT de Mulhouse d'Émile Schmitt. L'organisation clandestine du docteur Bareiss s'étend sur toute l'Alsace, elle dispose d'antennes en Lorraine, au Luxembourg et dans les Vosges.
Fin 1941, lors d'une réunion des cadres de l'organisation à la brasserie Schutzenberger (Grand Kléber) à Strasbourg, Charles Bareiss est élu chef du mouvement baptisé « Gaullistes d'Alsace et de Lorraine »,,.

### Le «Rapport économique»
Au début de l'année 1942, organise une réunion générale de son organisation à la brasserie Schutzenberger (Grand Kléber). Il propose  de créer une branche renseignement charger d'infiltrer les organisations nazies.
Fin janvier 1942, le Reichmarschal Hermann Goering, chargé de l'économie du Reich, convoque à Berlin les principaux responsables régionaux des Services Economiques pour leur faire part des difficultés actuelles et à venir de l'Allemagne. Son exposé est particulièrement pessimiste. À son retour de cette réunion, l'Oberregierungsrat Maier qui représente le Bade-Alsace convoque tous les responsables compétents à Karlsruhe le 3 février 1942 pour les informer et leur donner ses instructions. Heubert Ley délégué de la chambre des Métiers de Strasbourg y assiste et sténographie toute la conférence. L'organisation du docteur Bareiss obtient une copie du document qui  est diffusé aux autres groupes de résistance sous le nom de « Rapport économique »,. Le document atteint les services de renseignements de Vichy et de Londres. La BBC et le Times en diffuse des extraits.

### Le «Rapport d'Alsace» et le démantèlement de l'organisation
À l'automne 1941, Robert Heitz rédige un rapport sur la situation de l'Alsace destiné au service de renseignements (SR) de Vichy et à Londres. Ce document est baptisé  « Rapport d'Alsace » est destiné au service de renseignements de Vichy (SR) et à Londres. Le 12 avril 1942, les Allemands découvrent un paquet contenant plusieurs lettres privées et un exemplaire du « Rapport Alsace » dans les toilettes du train Paris-Toulouse. Les lettres permettent à l'enquête de remonter jusqu'à l'organisation du docteur Bareiss. Il est arrêté le 16 juin 1942 à l'hôtel de Bâle à Mulhouse. Il est transféré à Offenbourg, Strasbourg et Kehl. Il résiste aux interrogatoires permettant à certains membres du groupe de s'échapper.
Il est jugé du 4 au 10 mars 1943 à Strasbourg par le Reichskriegsgericht (Cour martiale du Reich). Le 16 avril 1943 il est condamné à la peine de mort  pour « constitution d'une organisation illégale destinée à renverser par la trahison l'ordre établi en Alsace, collecte d'informations pour transmission clandestine à l'ennemi ». Le 15 août 1943 la peine est suspendue grâce aux interventions du maréchal Pétain, du Vatican, des autonomistes Alsaciens ralliés aux nazis et de diverses personnalités allemandes. Charles Bareiss n'en est informé que le 7 novembre 1943.
Il est traité comme un condamné aux travaux forcés. Il est interné à la prison de Bruchsal puis en novembre 1944 à Zwickau où il est libéré par les Américains le 17 avril 1945. Après un séjour à l'hôpital d'Iéna il est rapatrié le 19 mai 1945 à Strasbourg.

### Après guerre
Le 10 août 1945 il est appelé en qualité de témoin à décharge lors de la 10e audience au procès du maréchal Pétain,.
Après la guerre, Charles Bareiss s'investit dans les associations de mémoire. Il devient le président de l'Association des Résistants d'Alsace et de Lorraine (ARAL).

## Distinctions
- Il est reconnu « déporté résistant »[9].

- Chevalier de la Légion d'honneur (23 novembre 1946)[2] ;
- Médaille de la Résistance française avec rosette (par décret du 16 juin 1946)[10] ;
- Croix de guerre 1939-1945, palme de bronze (14 janvier 1948) avec la citation à l'ordre de l'armée suivante[2] :

« Fut un des premiers à choisir la lutte contre l'envahisseur plutôt que de subir le joug Allemand. Chef incontesté de la Résistance de l'Est, a été arrêté, condamné à mort, puis déporté.
De retour des camps de la mort, fidèle à son idéal de lutte, s'est fait le défenseur acharné de ses camarades de combat.
Reste une grande figure de résistant et de patriote qui honore les provinces de l'Est et de la France entière. »

- Médaille de la déportation pour faits de Résistance de par son statut de « déporté résistant »[9].